# Fuchsia arborescens
Fuchsia arborescens es una especie de arbusto de la familia de las onagráceas.

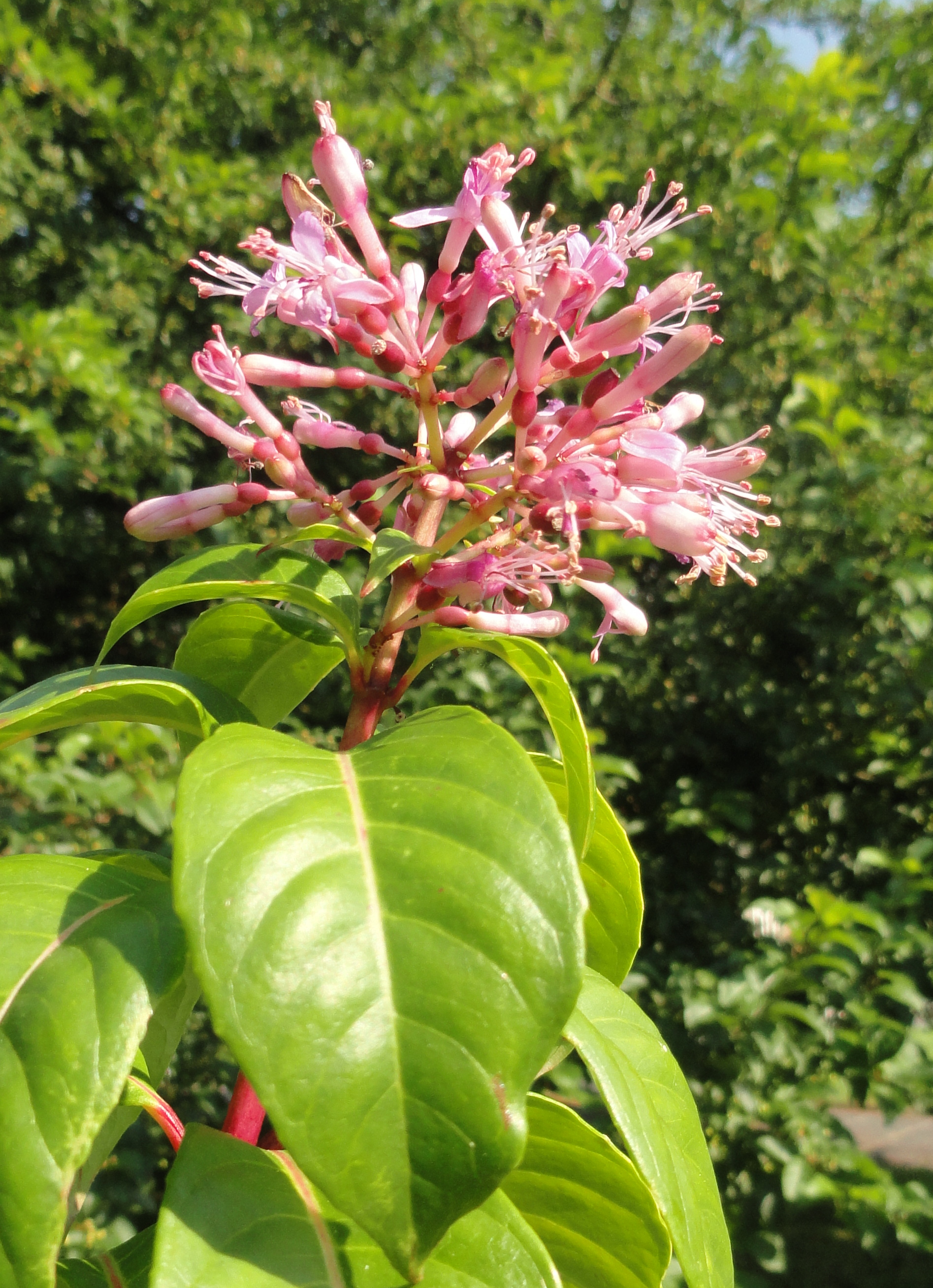
Inflorescencia

## Descripción
Fuchsia arborescens llamada comúnmente fucsia arbórea o fucsia lila es un gran arbusto de hoja perenne  que alcanza unos 5,5 m de alto, con hojas estrechas y elípticas verde oscuro sobre las que destacan las florecitas tubulares rosadas en racimos erguidos desde el final de la primavera hasta principios del otoño. Apenas resistente a las heladas, tolera un clima más cálido que la mayor parte de sus congéneres, pero necesita estar en lugar húmedo y resguardado.

## Distribución
Nativo de México y América central.

## Taxonomía
Fuchsia arborescens fue descrita por John Sims y publicado en Botanical Magazine 53: t. 2620. 1826.
Etimología
Fuchsia: nombre genérico descrito por primera vez por Charles Plumier a finales del siglo XVII, y nombrada en honor del botánico alemán, Leonhart Fuchs (1501-1566).
arborescens: epíteto latino que significa "con porte de árbol".
Sinonimia
- Fuchsia amoena DC.
- Fuchsia arborea Sessé & Moç.
- Fuchsia arborescens var. arborescens
- Fuchsia arborescens var. typica Munz
- Fuchsia syringiflora Carrière[2]